# みなし公務員
みなし公務員（みなしこうむいん）とは、公務員ではないが、職務の内容が公務に準ずる公益性および公共性を有しているものや、公務員の職務を代行するものとして、刑法の適用について公務員としての扱いを受ける者をいう。準公務員ともいう。
このため、公正妥当な執行を担保するための贈収賄罪や公務員職権濫用罪等の汚職の罪、虚偽公文書作成罪、公務執行妨害罪等を適用される。
秘密の保持義務（いわゆる守秘義務）については、みなし公務員の規定からただちには国家公務員法や地方公務員法の守秘義務の規定が適用されないが、多くの法律で、みなし公務員規定の他に個別の守秘義務規定をおいている（例えば、日本年金機構法は、第20条にみなし公務員規定をおき、第25条で守秘義務について規定している。）
同様に、国家公務員法及び地方公務員の他の制約（争議行為等の禁止や兼業の禁止等）を包括的に課されることはない。

## みなし公務員の例
括弧内は根拠となる法律。
- 公務員と同等の罰則のあるもの（法律で「刑法その他の罰則の適用については、法令により公務に従事する職員とみなす。」又は「役員及び職員は、法令により公務に従事する者とみなす。」などと規定されている）。
  - 駐車監視員（道路交通法第51条の12第7項）
  - 都道府県公安委員会指定自動車教習所の修了検定および卒業検定の技能検定員（道路交通法第99条の2第3項）
  - 遊技機の指定試験機関の役職員（風俗営業等の規制及び業務の適正化等に関する法律第20条第7項）
  - 風俗営業の営業所の調査業務に従事する都道府県風俗環境浄化協会の役職員（風俗営業等の規制及び業務の適正化等に関する法律第39条第6項）
  - 日本郵便株式会社の従業員（郵便認証司、内容証明の業務に従事する者及び特別送達の業務に従事する者に限る）（郵便法第74条）なお、郵政民営化が実施されるまでは郵便局員の身分は公務員だった。
  - 日本銀行の役職員（日本銀行法第30条）
  - 日本弁護士連合会の会長及び副会長並びに資格審査会の会長、委員及び予備委員並びに懲戒委員会及び綱紀委員会の委員（弁護士法第50条において準用する第35条第3項、第54条第2項、第66条の2第4項、第70条の3第4項、第71条の3第3項）
  - 弁護士会の会長及び副会長並びに資格審査会の会長、委員及び予備委員並びに懲戒委員会の委員（弁護士法第35条第3項、第54条第2項、第66条の2第4項、第70条の3第4項）
  - 付審判制度（準起訴手続）および検察審査会の起訴議決による強制起訴制度における裁判所が指定した検察官の職務を行う弁護士（いわゆる検察官役の指定弁護士）（刑事訴訟法第268条第3項）（検察審査会法第41条の9第5項）
  - 日本司法支援センターの役職員（総合法律支援法第28条）
  - 国立大学法人の役職員（国立大学法人法第19条）（※附属施設等に勤務する職員を含む）
  - 大学共同利用機関法人の役職員（国立大学法人法第26条）
  - 中期目標管理法人及び国立研究開発法人の役職員(各独立行政法人の個別法）（行政執行法人の役職員は国家公務員とされるため（独立行政法人通則法51条）、「みなし」ではない。）
  - 軽自動車検査協会の役職員（道路運送車両法第76条の26）
  - 自動車検査員（道路運送車両法第94条の7）
  - 技能検定委員（職業能力開発促進法）
  - 無線設備の点検に用いる測定器等の較正の業務に従事する指定較正機関の役職員等（電波法第102条の18第10項）
  - 指定居宅介護支援事業者等若しくはその職員又は介護支援専門員（介護保険法第28条第8項）
  - 日本年金機構の役職員（日本年金機構法第20条）
  - 国民年金基金、同連合会の役職員（国民年金法第126条、第137条の13第6項）
  - 厚生年金基金、企業年金連合会の役職員（厚生年金保険法第121条、第158条第6項）
  - 石炭鉱業年金基金の役職員（石炭鉱業年金基金法第11条）
  - 公共サービス実施民間事業者（法人である場合はその役員）若しくはその職員（競争の導入による公共サービスの改革に関する法律25条2項）
  - 精神保健指定医（精神保健福祉法第19条の4第2項。該当の職務に関わる時において。他に麻薬及び向精神薬取締法58条の7、医療観察法87条2項にも規定）
  - 一般地方独立行政法人の役職員（地方独立行政法人法第58条）（特定地方独立行政法人の役職員は地方公務員となるため（法第47条）、「みなし」ではない。）
  - 地方公共団体の外部監査制度による監査の事務を行う外部監査人（地方自治法第252条の31第5項。監査の事務に関して。）
  - 地方公共団体の外部監査制度により監査の事務を行う外部監査人の監査の事務の補助を行う外部監査人補助者（地方自治法第252条の32第7項。外部監査人の監査の事務の補助に関して。）
  - 公証人（公証人法。法務大臣により任命される公証人は、公証人法5条に「公務」とあるように、法令により公務に従事する者、の条件に該当する者となる。
  - 指定確認検査機関の役員及びその職員（建築基準法 第77条の25）
  - 国家公務員共済組合、同連合会の役職員（国家公務員共済組合法第13条、第36条で準用する第13条）（医療機関、宿泊施設の職員等を含む。ただし、日本郵政共済組合の職員は同法附則第20条の4第2項の規定により、第13条の規定が適用されないため、みなし公務員に該当しない。）
  - 各種地方公務員共済組合（市町村職員共済組合、公立学校共済組合等）及び各連合会（全国市町村職員共済組合連合会、地方公務員共済組合連合会）の役職員（地方公務員等共済組合法第19条、第38条、第38条の9）
  - 日本私立学校振興・共済事業団の役職員（日本私立学校振興・共済事業団法第22条）
  - 地方公共団体情報システム機構の役職員（地方公共団体情報システム機構法第21条）
  - 地方税共同機構の役職員（地方税法第781条）
  - 日本下水道事業団の役職員（日本下水道事業団法第25条）
  - 地方公共団体金融機構の役職員（地方公共団体金融機構法第27条）
  - 地方公務員災害補償基金の役職員（地方公務員災害補償法第15条）
  - 地方競馬全国協会の運営委員会の委員、役員及び職員（競馬法第23条の23、第23条の33）
  - 地方道路公社の役職員（地方道路公社法第20条）
  - 地方住宅供給公社の役職員（地方住宅供給公社法第20条）
  - 土地開発公社の役職員（公有地の拡大の推進に関する法律第16条の10）
  - 株式会社日本貿易保険の役員、会計参与、職員（貿易保険法第11条）
  - 株式会社日本政策金融公庫の役員、会計参与、職員（株式会社日本政策金融公庫法第10条）
  - 株式会社国際協力銀行の役員、会計参与、職員（株式会社国際協力銀行法第10条）
  - 預金保険機構の委員、役職員（預金保険法第23条、第33条）
  - 農水産業協同組合貯金保険機構の委員、役職員（農水産業協同組合貯金保険法第23条、第33条）
  - 日本電気計器検定所の役職員（日本電気計器検定所法第22条）
  - 危険物保安技術協会の役職員（消防法第16条の33）
  - 日本消防検定協会の役職員（消防法第21条の35）
  - 日本小型船舶検査機構の役職員（船舶安全法第25条の26）
  - 競走実施業務に従事する競走実施機関の役員及び職員（モーターボート競走法第36条）
  - 船舶等振興業務に従事する船舶等振興機関の役員及び職員（モーターボート競走法第49条）
  - 全国健康保険協会の委員、役職員（健康保険法第7条の20、第7条の24）
  - 自動車安全運転センターの役職員（自動車安全運転センター法第28条）
  - 高圧ガス保安協会の役職員（高圧ガス保安法第59条の27）
  - 銀行等保有株式取得機構の役員及び職員並びに委員会の委員（銀行等の株式等の保有の制限等に関する法律第28条）
  - 大阪湾広域臨海環境整備センターの委員、役職員（広域臨海環境整備センター法第16条、第17条の7）

- 明示的な記述の無い、公務員としての罰則が適用される対象となるもの。

上記の様な明示的な扱いの定めが無い場合においても、「法令によつて公務に従事する職員」は、官制、職制によってその職務権限が定まっているものに限らず、公務員としての罰則適用がなされうるものとなる（刑法7条1項）。

## みなし公務員以外で賄賂の罰則があるもの
特別法によって設立された特殊会社、特殊法人や公営競技などでは、みなし公務員の規定はない場合でも各々の法律で賄賂に対する罰則が規定されているものがある。これら企業団体の職員などは、各々の法律で「公務に従事する職員とみなす」という規定も存在しないため「みなし公務員」にはあたらないものの、公務員と同様に公益性・公共性が高いものであるため「みなし公務員」と表現されることがある。
以下は一例である。
- NEXCO3社（NEXCO東日本、NEXCO中日本、NEXCO西日本）、首都高速道路、阪神高速道路、本州四国連絡高速道路（JB本四高速）の取締役・会計参与・監査役・執行役および職員（高速道路株式会社法）
- NTT、NTT東日本、NTT西日本の取締役・会計参与・監査役・（委員会設置会社の場合は執行役）および職員（日本電信電話株式会社等に関する法律（NTT法））
- 日本たばこ産業（JT）の取締役・会計参与・監査役・執行役および職員（日本たばこ産業株式会社法）
- 北海道旅客鉄道（JR北海道）、四国旅客鉄道（JR四国）、日本貨物鉄道（JR貨物）の取締役・会計参与・監査役・執行役および職員（旅客鉄道株式会社及び日本貨物鉄道株式会社に関する法律（JR会社法））
- 日本放送協会（NHK）の役員（放送法）
- 日本中央競馬会（JRA）の調教師・騎手・競走馬の飼養・調教補助者（日本中央競馬会法（JRA法）および競馬法）
- 東京地下鉄（東京メトロ）の取締役、執行役、会計参与、監査役又は職員（東京地下鉄株式会社法第12条～第14条）